# Norberta
Norbert, later hernoemd naar Norberta, is een Draak uit de Harry Potter-boeken van de Britse schrijfster J.K. Rowling. Het is een Noorse Bultrug.
Hagrid heeft hem als een ei gekregen van een mysterieuze vreemdeling, die uiteindelijk Professor Krinkel bleek te zijn. Hagrid zorgt dat de draak uit zijn ei komt, en noemt hem Norbert. Norbert wordt steeds groter en gevaarlijker in de komende weken, zodat het ook moeilijker is om de draak te verbergen. Hierdoor overtuigen Harry Ron en Hermelien Hagrid ervan om haar aan Rons oudere broer Charlie mee te geven, die draken bestudeert in Roemenië.
Harry en Hermelien nemen Norbert in een krat mee onder Harry's onzichtbaarheidsmantel, Ron kan niet meehelpen, omdat hij is gebeten door Norbert. Draco Malfidus heeft hun plan ontdekt, maar wordt 's nachts ontdekt door Professor Anderling. Nadat Norbert is meegenomen door Charlies vrienden, worden Harry en Hermelien ook ontdekt, net zoals Marcel, die Harry en Hermelien probeerden te waarschuwen voor Draco.
Het grootste deel van Norberts verhaal wordt uit de verfilming gehaald omdat het te lang duurde.
In Harry Potter en de Relieken van de Dood vertelt Charlie aan Hagrid dat Norbert eigenlijk een vrouwtje is, en ze is hernoemd naar Norberta.